# 고창 운선암 마애여래상
고창 운선암 마애여래상(高敞 雲仙庵 磨崖如來像)은 대한민국 전북특별자치도 고창군 운선암에 있는 불상이다. 2000년 6월 23일 전라북도의 유형문화재 제182호로 지정되었다.

## 참고 자료
- 운선암마애여래상 - 국가유산청 국가유산포털